# This Is Regina!
Albums de Regina Belle
Believe in Me
(1998) Lazy Afternoon
(2004)
This Is Regina! est le sixième album studio de la chanteuse/compositrice Regina Belle qui sortit le 21 octobre 2001 sur le label Peak Records. L'album se positionna à la 61e place du classement Top R&B/Hip-Hop Albums et à la 26e place du classement Billboard Top Independent Albums.
Le premier et unique single, "Oooh Boy", se classa à la 68e place du classement Hot R&B/Hip-Hop Songs et à la 64e place du classement Hot R&B/Hip-Hop Airplay,.

## Liste des titres
1. "Oooh Boy"
2. "Let Me Hold You"
3. "From Now On"
4. "La Da Di"
5. "Gotta Get Over This Love"
6. "Don't Wanna Go Home"
7. "Someone Who Needs Me"
8. "Take My Time"
9. "Johnny's Back"
10. "You Said"
11. "Gotta Go Back"
12. "What If"

## Classements de l'album
| Année | Classement             | Position |
| ----- | ---------------------- | -------- |
| 2002  | Top Independent Albums | 26       |
| 2002  | Top R&B/Hip-Hop Albums | 61       |

## Classement du single
| Année | Single     | Hot R&B/Hip-Hop Songs | Hot R&B/Hip-Hop Airplay |
| ----- | ---------- | --------------------- | ----------------------- |
| 1989  | "Oooh Boy" | 68                    | 64                      |